# Carbon Motors
Die Carbon Motors Corporation war eine amerikanische Automobilfirma, die speziell zur Entwicklung des Polizeifahrzeugs Carbon E7 gegründet wurde. Sie wurde im Jahr 2003 in Los Angeles von Stacy Dean Stephens, einem früheren Polizisten und William Santana Li, einem früheren Manager bei Ford gegründet. Die Firma übersiedelte im Jahr 2006 nach Atlanta, wo die Weiterentwicklung ihrer Produkte und das Anwerben von Investoren vorangetrieben wurde. Im Juli 2009 verlegte die Firma ihren Hauptsitz nach Connersville im Bundesstaat Indiana, um dort 350 Millionen Dollar in den Umbau eines früheren Visteon-Werks zu investieren.
Am 22. März 2010 unterschrieb Carbon Motors mit BMW einen Vertrag über die Lieferung von 240.000 Sechszylinder-Dieselmotoren, welche im Motorenwerk Steyr hergestellt werden sollten.

## Carbon E7
Der Carbon E7 sollte das erste Fahrzeug werden, das allein als Streifenwagen hätte hergestellt werden sollen. Die Auslieferung sollte ab 2013 erfolgen bei einem Preis von 50.000 Dollar. Als Antrieb war ein 3-Liter-Dieselmotor geplant. 240.000 dieser Motoren hätten von BMW geliefert werden sollen. Der Motor wird unter anderem im BMW 330d und 530d verbaut. Die Firma Carbon Motors wurde speziell für die Entwicklung dieses Fahrzeugs gegründet.
Der E7 sollte ausschließlich an Polizeibehörden und ähnliche staatliche Behörden verkauft werden. Der Prototyp wurde im Jahr 2008 auf der „Pure Justice Tour“ vorgestellt. Er wurde von amerikanischen Polizisten mitgestaltet, um ein Fahrzeug zu kreieren, welches den Anforderungen der Polizei entspricht.
Die Firma legte fest, dass, um das Fahrzeug nicht in private Hände gelangen zu lassen, eine Behörde, welche den E7 aus dem Dienst ausscheiden lassen will, dieser nur an eine andere Polizeibehörde weiterverkauft werden darf oder an die Fabrik zur Ausschlachtung retourniert wird.
Carbon Motor ließ verlautbaren, dass der Kaufpreis „wettbewerbsfähig“ sein würde, insbesondere in Hinsicht auf die Aufrüstung eines herkömmlichen Fahrzeuges mit polizeispezifischer Ausstattung und auf die Lebensdauer jedes Fahrzeuges. Der Carbon E7 wird auf eine Laufleistung von 250.000 Meilen (entspricht ca. 400.000 Kilometern) ausgelegt, im Vergleich zu 75.000 (ca. 120.000 Kilometer) bis 120.000 Meilen (193.000 Kilometer) bei einem herkömmlichen Streifenwagen.
Dia geplanten Maße des Carbon E7 waren: Länge: 5,080 m; Breite: 1,982 m; Höhe: 1,631 m; Gewicht: 1,8 t; Radstand: 3,099 m.

### Geplante Ausstattung
Laut Carbon Motors sollte der E7 zahlreiche serienmäßige und optionale Ausstattungsmerkmale aufweisen:
- Schusssichere Vordertüren und Armaturenbrett
- Klimatisierte und auf Polizeiausrüstung optimierte Vordersitze
- Head-Up-Display
- Rückfahrkamera
- Starten des Motors über eine Fernbedienung
- Der Motor kann lange im Leerlauf sowie in extremen Wetterbedingungen (Hitze und Kälte) betrieben werden
- Fahrer-spezifischer Smart-Key (intelligenter Fahrzeugschlüssel)
- 360 Grad Außenüberwachung mit automatischer Videoaufnahme
- programmierbare Kfz-Kennzeichenerkennungs-Software
- Audio- und Videoüberwachung der Rücksitzbank
- sichere Aufbewahrungsmöglichkeit für mitgeführte Waffen
- Rücksitzbank optimiert für die Beförderung von Personen, die Handschellen tragen
- Das ungewollte Aussteigen von Verdächtigen wird wirkungsvoll erschwert
- Die Rücksitzbank kann mit einem Hochdruckreiniger leicht gereinigt werden
- Verstärkungen an der vorderen Stoßstange um Verdächtige zu rammen
- Aeorodynamisch in das Fahrzeugdach integrierte Warnleuchten und Lautsprecher
- spezielle, für die Nutzung mit persönlicher Ausrüstung gestaltete Sitze, ausgestattet mit Heizung und Kühlung

## Das Ende von Carbon Motors
Am 7. März 2012 wurde laut Medienberichten ein beantragter Kredit von 310 Millionen Dollar vom US-Energieministerium nicht bewilligt. Am 31. März 2013 lief der Mietvertrag für die Fabrik in Connersville aus und wurde nicht verlängert. Teile der Werksanlagen wurden abgebaut. Ungefähr zur selben Zeit wurden die Firmen-Website und der YouTube-Channel aus dem Netz genommen. Schließlich verklagten am 22. Mai 2013 drei ehemalige führende Angestellte Carbon Motors wegen nicht bezahlter Gehälter.